# Júsaku Kamekura

Logo pro Letní olympijské hry 1964 v Tokiu

Júsaku Kamekura (japonsky 亀倉 雄策, Kamekura Júsaku; 6. dubna 1915 Cubame  – 11. května 1997 Tokio) byl japonský grafický designér.
Osobnost neoddělitelně spjatá s poválečným boomem japonského grafického designu. Jako zakladatel Klubu japonských reklamních umělců (1951) se Kamekura zasadil o zvýšení společenské prestiže grafických designérů. Když se tato organizace v roce 1978 přejmenovala na Japonskou asociaci grafických designérů, opět se stal jejím předsedou. V postavení ředitele Japonského centra designu založeného v roce 1959 přispěl zásadním způsobem k navázání kontaktů mezi designéry a průmyslem.
Už během studií v druhé polovině 30. let se stal Kamekura obdivovatelem Bauhausu a ruského konstruktivismu. Během dlouhé aktivní kariéry vytvořil Kamekura množství reklamních materiálů, obalovin, knižního a časopiseckého designu, log, apod.
Působil v přípravném týmu grafických designérů pracujících pro Letní olympijské hry 1964 v Tokiu, který vedl Masaru Kacumi. Vytvořil pro ni sérii plakátů, kde použil bezpatkové písmo, elementární geometrické formy a fotografie. Také pro ni vytvořil logo, které sestává z jednoduchého nápisu, olympijských kruhů a národního symbolu – vycházejícího slunce. Z tohoto loga později vycházelo i logo pro Zimní olympijské hry 1972 v Sapporu, které vytvořil Kazumasa Nagai, tam přibyla stylizovaná sněhová vločka a barevnost písma se ze zlaté změnila na stříbrnou.
Kamekura vytvářel také logo pro Světovou výstavu (Expo) v roce 1970 v Ósace nebo pro elektrotechnickou firmu Onkyo.